# مبادرة الامتياز للجامعات الألمانية

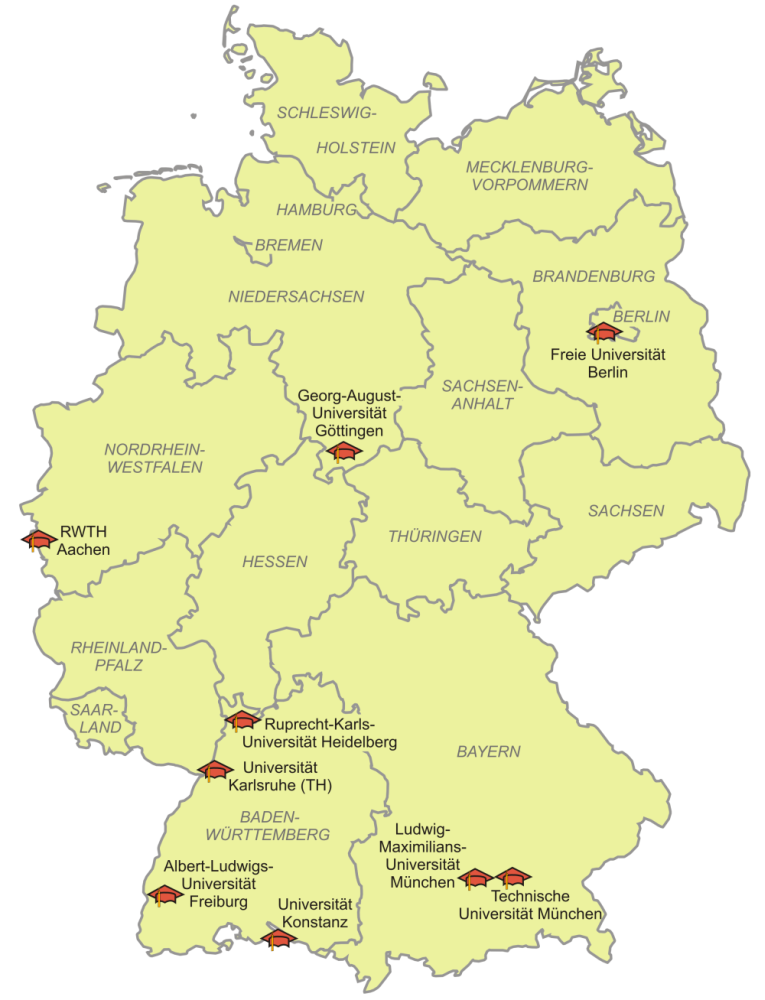
خارطة تظهر تسع الجامعات الألمانية الفائزة بتمويل مبادرة الامتياز

مبادرة الامتياز للجامعات الألمانية هي مبادرة أطلقتها وزارة التعليم والبحث الاتحادية والمؤسسة الألمانية للبحث العلمي في ألمانيا لرفع مستوى البحث العلمي وتحسين نوعية التعليم العالي في الجامعات الألمانية وتعزيز مكانة هذه الجامعات خارج ألمانيا.
بموجب هذه المبادرة سيتم رصد 1,9 مليار يورو أغلبها من الحكومة الفيدرالية لدعم البحث العلمي في 9 جامعات و40 كلية جامعية و37 مجموعة بحثية على مدى أربع سنوات ابتداء من شهر نوفمبر 2006. 

## جامعات الامتياز
على مدى جولتين من الترشيح والانتخاب بين عامي 2006 و2007 تم تسمية تسع جامعات لنيل القسط الرئيسي من التمويل. غالبا ما تعرف هذه الجامعات بجامعات النخبة في وسائل الإعلام.
- جامعة برلين الحرة
- جامعة لودفيغ- ماكسميليان ميونخ
- جامعة RWTH آخن
- جامعة ميونخ التقنية
- جامعة كونستانتس
- جامعة فرايبورغ
- جامعة غوتنغن
- جامعة هايدلبرغ
- جامعة كارلسروه